# Каштел Жегарски
Каштел Жегарски је насељено мјесто у Буковици, у сјеверној Далмацији. Припада граду Обровцу, у Задарској жупанији, Република Хрватска.

## Географија
Насеље је удаљено око 19 км југоисточно од Обровца. Каштел Жегарски је дио некадашњег насеља Жегар, од којег су настала још три села: Богатник, Комазеци и Надвода.

## Историја
Каштел Жегарски се од распада Југославије до августа 1995. године налазио у Републици Српској Крајини.

## Култура
У Каштелу Жегарском се налази храм Српске православне цркве Св. Георгија из 1618. године.

## Становништво
Према попису из 1991. године, Каштел Жегарски је имао 480 становника, од чега 474 Србина, 5 Хрвата и 1 осталог. Према попису становништва из 2001. године, Каштел Жегарски је имао 53 становника. Каштел Жегарски је према попису становништва из 2011. године имао 135 становника.
| Националност       | 1991. | 1981. | 1971. | 1961. |
| Срби               | 474   | 579   | 569   | 580   |
| Југословени        |       | 6     |       | 6     |
| Хрвати             | 5     | 4     | 3     | 9     |
| остали и непознато | 1     | 9     | 2     |       |
| Укупно             | 480   | 598   | 574   | 595   |

| Демографија | Демографија | Демографија |
| Година      | Становника  | Становника  |
| ----------- | ----------- | ----------- |
| 1961.       | 595         |             |
| 1971.       | 574         |             |
| 1981.       | 598         |             |
| 1991.       | 480         |             |
| 2001.       | 53          |             |
| 2011.       |             | 135         |

## Попис 1991.
На попису становништва 1991. године, насељено место Каштел Жегарски је имало 480 становника, следећег националног састава:
| Попис 1991.‍ | Попис 1991.‍ | Попис 1991.‍ | Попис 1991.‍ | Попис 1991.‍ |
| ----------- | ----------- | ----------- | ----------- | ----------- |
|             |             |             |             |             |
| Срби        | Срби        |             | 474         | 98,75%      |
| Хрвати      | Хрвати      |             | 5           | 1,04%       |
| Муслимани   | Муслимани   |             | 1           | 0,20%       |
| укупно: 480 |             |             |             |             |

## Презимена
| - Бундало — Православци - Веселиновић — Православци - Вуканац — Православци - Вукчевић — Православци - Добрић — Православци - Зелић — Православци - Јаковљевић — Православци - Комазец — Православци - Компанлија — Православци - Кресовић — Православци - Кубат — Православци - Кусало — Православци | - Љубичић — Православци - Мацура — Православци - Милић — Православци - Мирило — Православци - Нанић — Православци - Обрадовић — Православци - Пајић — Православци - Перић — Православци - Попић — Православци - Предовић — Православци - Суботић — Православци - Ушљебрка — Православци |